# Democratici 66
I Democratici 66 (in olandese Democraten 66, D66) sono un partito politico olandese socioliberale.
Presenta un programma progressista sulle questioni sociali e un programma di destra sulle questioni economiche.

## Storia

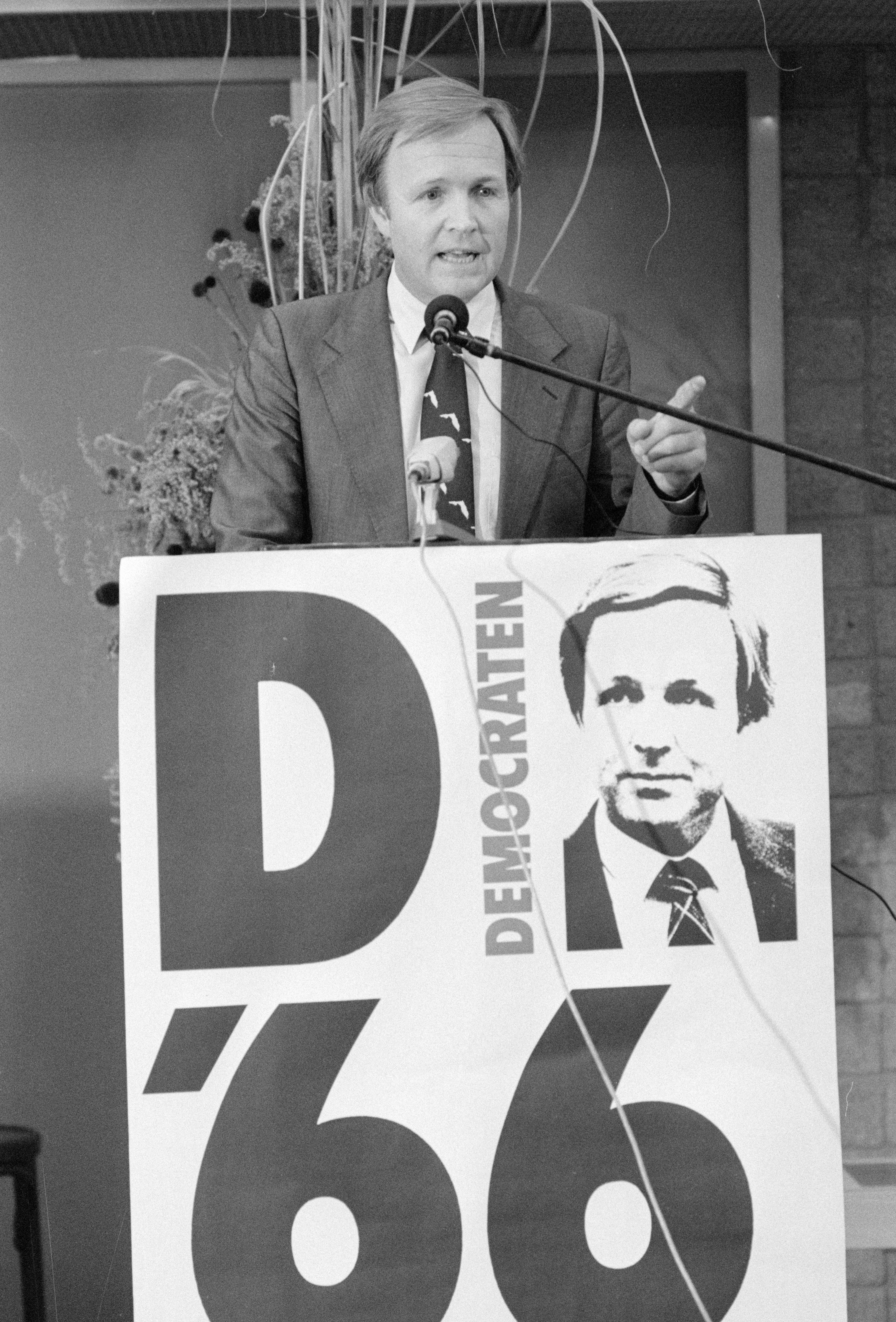
Il lijsttrekker Jan Terlouw nel 1982

Il partito è stato fondato nell'ottobre del 1966, da qui il nome, da Hans van Mierlo, giornalista, e Hans Gruijters, insieme a politici provenienti da diverse esperienze partitiche. Alle elezioni del 1967 il partito ottenne 7 seggi, in quelle del 1971 11 seggi ed il quelle del 1972 6 seggi. Nel 1973 entrò a far parte del governo. Dopo alterne vicende il partito prese parte nel 1994 a due governi "viola" (composti da liberali "blu" e socialdemocratici "rossi") guidati da Wim Kok. Nel 2002, capo del partito è stato eletto Thom de Graaf, che dopo il calo di consensi alle elezioni, nel 2003, ha ceduto il passo a Boris Dittrich, il quale è stato sostituito, nel 2006, da Frank Dales. Dopo il fallimento del governo tra laburisti e cristiano-democratici, D66 è entrato a far parte di un governo con cristiano-democratici e i liberali di destra, dal quale, però, è uscito nel 2005.
Alle politiche anticipate del 2006, il quadro politico olandese si è particolarmente complicato. Nelle elezioni si è rafforzato, infatti, il Partito Socialista, il partito più a sinistra, che ha guadagnato ben 17 seggi, ed ha ottenuto un buon risultato il Partito Per la Libertà, che ha conquistato 9 seggi. Hanno perso consensi tutti i partiti maggiori: il CDA (-3), il PvdA (-10), il VVD (-6), la Lista Pim Fortuyn (-8), che non ha più deputati. La radicalizzazione verso le estreme (SP e PVV) ha determinato un insuccesso per le liste più moderate, in particolare D66 è calato dal 4,07 al 1,96% ed ha dimezzato i seggi, da 6 a 3.

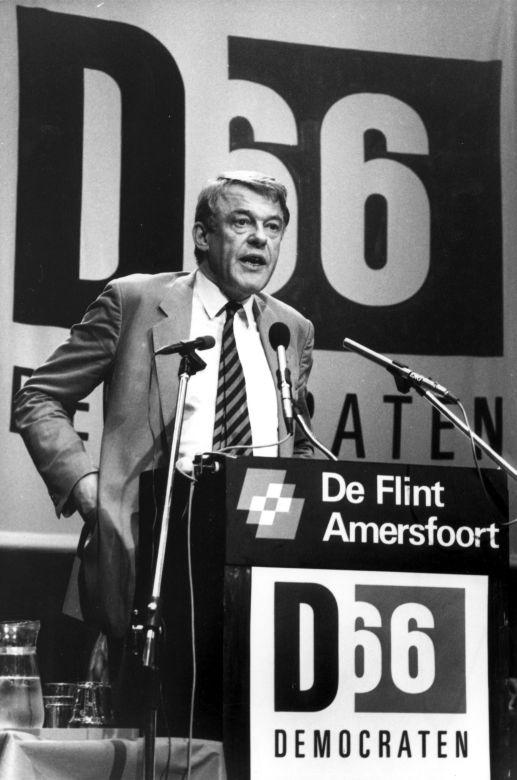
Hans van Mierlo durante un discorso al congresso del partito nel 1985

Alle elezioni del 2010 D66 migliora i propri risultati ottenendo il 6,95% e conquistando 10 seggi alla Camera (+7), collocandosi all'opposizione del governo di centro-destra guidato da Mark Rutte, composto dal VVD e CDA, che aveva continuato nel suo calo dimezzando i consensi dal 26,5 al 13,6%. Anche il SP calò al 9,9% ed i laburisti al 19,9%. Vero vincitore della consultazione fu il PVV, nazionalisti, che passò dal 5,9 al 15,5% dei consensi. L'appoggio esterno del PVV al Governo fu indispensabile affinché quest'ultimo disponesse di una maggioranza assoluta.
Le elezioni del 2012 portano ad un'ulteriore crescita per D66, che ottiene il 8,03% dei voti e 12 seggi alla Camera. Le elezioni vedono anche un rafforzamento del VVD (liberali conservatori) e del PvdA (laburisti) a discapito del SP (socialisti di sinistra), del PVV (nazionalisti) e del CDA (democristiani).
Le elezioni legislative del 2017 vedono la nona vittoria elettorale consecutiva (tra Camera, Parlamento Europeo, comunali, regionali e Senato) dei Democratici, che ottengono 19 seggi; il secondo più alto risultato della loro storia, dopo i 24 seggi ottenuti nel 1994. Il partito decide quindi entrare nella maggioranza, appoggiando il governo Rutte III, assieme ai democristiani di CDA e CU e ovviamente al VVD liberal-conservatore.
Con le elezioni europee del 2019 la lunga serie positiva di D66 si interrompe bruscamente con pesante calo di consensi (7,07% dei voti e 2 seggi). Il 16 giugno 2023 l'europarlamentare Sophie in 't Veld abbandona i D66 per aderire a Volt Paesi Bassi.
Nel frattempo, alle legislative del 2021 i D66 ottengono un ottimo risultato, con il 15,02% che gli permette di eguagliare il record di 24 seggi e li porta ad essere il secondo partito più votato, dopo il VVD di Rutte. Dopo dieci mesi di trattative, si forma il governo Rutte IV, appoggiato dalla stessa maggioranza del precedente, che però collassa nel luglio 2023.
Le elezioni parlamentari anticipate del 2023 sono segnate dal trionfo del PVV di Geert Wilders, con i D66 che crollano al 6,29% (9 seggi). Il partito si colloca quindi all'opposizione del governo Schoof, durato fino al giugno 2025. Nel frattempo, alle europee del 2024 riescono a recuperare un po' di consensi, ottenendo l'8,4% e 3 seggi.

## Ideologia
D66 è un partito di orientamento liberale. Fino al 1998, viste anche le origini radicali di Van Mierlo, i membri del partito si definivano radicali democratici. Dal 1998 in poi, il partito si è ufficialmente definito un partito socioliberale. Può essere definito un partito liberale progressista, infatti i D66 nascono come "alternativa" al VVD, i liberali-conservatori di centro-destra, e per continuare la tradizione culturale del Vrijzinnig Democratische Bond (Lega democratica dei liberi pensatori), confluita nel 1948 nel Partito del Lavoro, socialdemocratici. Molti Democratici preferiscono, infatti, definirsi democratici "liberi pensatori".
D66 è membro dell'Internazionale Liberale e dell'ALDE.

### Politiche
Alcune delle politiche più importanti proposte dal partito sono:
- Economia mista, che concilia l'economia di mercato con l'intervento statale. Propone anche la flessibilità lavorativa e riduzioni delle tasse per le piccole e medie imprese.
- Propone di incrementare i finanziamenti statali all'istruzione e all'innovazione, e anche i salari degli insegnanti. Chiede anche una deregulation nel settore dell'educazione e di introdurne una maggiore competizione.
- Propone maggiori investimenti sull'energia sostenibile e la tutela dell'ambiente.
- I Democratici 66 sono un partito social liberale. In passato ha favorito l'introduzione di molte riforme liberali, come la legalizzazione dell'eutanasia e della prostituzione e il matrimonio tra persone dello stesso sesso.
- Proponeva l'introduzione dei referendum vincolanti, l'abolizione del Senato, e l'elezione diretta del primo ministro e dei sindaci.
- È favorevole a una Europa federale e a una maggiore cooperazione con l'Unione europea su questioni come l'ambiente, le politiche di immigrazione e la politica estera.

## Struttura

### Leadership

#### Leader
- Hans van Mierlo (14 settembre 1966 – 1º settembre 1973)
- Jan Terlouw (1º settembre 1973 – 8 settembre 1982)
- Laurens Jan Brinkhorst (8 settembre 1982 – 10 novembre 1982)
- Maarten Engwirda (10 novembre 1982 – 25 gennaio 1986)
- Hans van Mierlo (25 gennaio 1986 – 15 febbraio 1998)

- Els Borst (15 febbraio 1998 – 30 maggio 1998)
- Thom de Graaf (30 maggio 1998 – 22 gennaio 2003)
- Boris Dittrich (22 gennaio 2003 – 3 febbraio 2006)
- Alexander Pechtold (24 giugno 2006 – 6 ottobre 2018)
- Sigrid Kaag (6 ottobre 2018 – 10 gennaio 2022)

#### Presidenti
- Hans van Mierlo (14 settembre 1966 – 16 febbraio 1967)
- Gerben Ringnalda (16 febbraio 1967 – 18 novembre 1967)
- Hans van Lookeren Campagne (18 novembre 1967 – 14 dicembre 1968)
- Jan Beekmans (14 dicembre 1968 – 7 novembre 1971)
- Ruby van der Scheer (7 novembre 1971 – 11 marzo 1973)
- Jan ten Brink (11 marzo 1973 – 6 novembre 1976)
- Jan Glastra van Loon (6 novembre 1976 – 27 ottobre 1979)
- Henk Zeevalking (27 ottobre 1979 – 11 settembre 1981)
- Cees Spigt (11 settembre 1981 – 14 novembre 1981,  ad interim)
- Jan van Berkom (14 novembre 1981 – 30 ottobre 1982)
- Jacob Kohnstamm (30 ottobre 1982 – 20 maggio 1986)
- Olga Scheltema (20 maggio 1986 – 1º novembre 1986, ad interim)
- Saskia van der Loo (1º novembre 1986 – 29 ottobre 1988)
- Michel Jager (29 ottobre 1988 – 3 novembre 1990)

- Ries Jansen (3 novembre 1990 – 28 novembre 1992)
- Wim Vrijhoef (28 novembre 1992 – 23 novembre 1996)
- Tom Kok (23 novembre 1996 – 20 novembre 1999)
- Gerard Schouw (20 novembre 1999 – 16 novembre 2002)
- Alexander Pechtold (16 novembre 2002 – 31 marzo 2005)
- Jan Hoekema (31 marzo 2005 – 21 maggio 2005, ad interim)
- Frank Dales (21 maggio 2005 – 2 marzo 2007)
- Gerard Schouw (2 marzo 2007 – 12 maggio 2007, ad interim)
- Ingrid van Engelshoven (12 maggio 2007 – 9 marzo 2013)
- Fleur Gräper (9 marzo 2013 – 13 settembre 2015)
- Letty Demmers (13 settembre 2015 – 6 ottobre 2018)
- Anne-Marie Spierings (6 ottobre 2018 – 13 novembre 2021)
- Victor Everhardt (13 novembre 2021–)

### Presidenti dei gruppi parlamentari

#### Tweede Kamer
- Hans van Mierlo (23 febbraio 1967 – 1º settembre 1973)
- Jan Terlouw (1º settembre 1973 – 11 settembre 1981)
- Laurens Jan Brinkhorst (11 settembre 1981 – 10 novembre 1982)
- Maarten Engwirda (10 novembre 1982 – 3 giugno 1986)
- Hans van Mierlo (3 giugno 1986 – 22 agosto 1994)
- Gerrit Jan Wolffensperger (22 agosto 1994 – 21 novembre 1997)
- Thom de Graaf (21 novembre 1997 – 19 maggio 1998)
- Els Borst (19 maggio 1998 – 30 maggio 1998)
- Thom de Graaf (30 maggio 1998 – 22 gennaio 2003)
- Boris Dittrich (22 gennaio 2003 – 3 febbraio 2006)
- Lousewies van der Laan (3 febbraio 2006 – 30 novembre 2006)
- Alexander Pechtold (30 novembre 2006 – 9 ottobre 2018)
- Rob Jetten (9 ottobre 2018 – 18 marzo 2021)
- Sigrid Kaag (18 marzo 2021 – 25 maggio 2021)
- Rob Jetten (25 maggio 2021 – 28 settembre 2021)
- Sigrid Kaag (28 settembre 2021 – 10 gennaio 2022)
- Jan Paternotte (11 gennaio 2022–)

#### Eerste Kamer
- Bert Schwarz (11 maggio 1971 – 17 settembre 1973)
- Paula Wassen-van Schaveren (17 settembre 1973 – 17 settembre 1974)
- Doeke Eisma (17 settembre 1974 – 20 settembre 1977)
- Nessuna rappresentanza (20 settembre 1977 – 16 settembre 1980)
- Jan Glastra van Loon (16 settembre 1980 – 3 dicembre 1985)
- Jan Vis (3 dicembre 1985 – 1º marzo 1995)
- Eddy Schuyer (1º marzo 1995 – 12 giugno 2007)
- Gerard Schouw (12 giugno 2007 – 17 giugno 2010)
- Hans Engels (22 giugno 2010 – 7 giugno 2011)
- Roger van Boxtel (7 giugno 2011 – 9 giugno 2015)
- Thom de Graaf (9 giugno 2015 – 26 giugno 2018)
- Hans Engels (26 giugno 2018 – 11 giugno 2019)
- Annelien Bredenoord (11 giugno 2019–)

### Lijsttrekker

#### Tweede Kamer
- Hans van Mierlo  – 1967, 1971, 1972
- Jan Terlouw  – 1977, 1981, 1982
- Hans van Mierlo  – 1986, 1989, 1994
- Els Borst  – 1998
- Thom de Graaf  – 2002, 2003
- Alexander Pechtold  – 2006, 2010, 2012, 2017
- Sigrid Kaag  – 2021

#### Eerste Kamer
- Jan Glastra van Loon – 1980, 1981, 1983
- Jan Vis – 1986, 1987, 1991
- Eddy Schuyer – 1995, 1999, 2003
- Gerard Schouw – 2007
- Roger van Boxtel – 2011
- Thom de Graaf – 2015
- Annelien Bredenoord – 2019
- Paul van Meenen – 2023

## Risultati elettorali

### Elezioni legislative
| Elezione         | Voti      | %     | Seggi    | Posizione               |
| ---------------- | --------- | ----- | -------- | ----------------------- |
| Legislative 1967 | 307.810   | 4,48  | 7 / 150  | Opposizione             |
| Legislative 1971 | 428.067   | 6,78  | 11 / 150 | Opposizione             |
| Legislative 1972 | 307.048   | 4,15  | 6 / 150  | Maggioranza             |
| Legislative 1977 | 452.423   | 5,44  | 8 / 150  | Opposizione             |
| Legislative 1981 | 961.121   | 11,06 | 17 / 150 | Maggioranza             |
| Legislative 1982 | 351.278   | 4,26  | 6 / 150  | Opposizione             |
| Legislative 1986 | 562.466   | 6,13  | 9 / 150  | Opposizione             |
| Legislative 1989 | 701.934   | 7,89  | 12 / 150 | Opposizione             |
| Legislative 1994 | 1.391.202 | 15,49 | 24 / 150 | Maggioranza             |
| Legislative 1998 | 773.497   | 8,99  | 14 / 150 | Maggioranza             |
| Legislative 2002 | 484.317   | 5,10  | 7 / 150  | Opposizione             |
| Legislative 2003 | 393.333   | 4,07  | 6 / 150  | Maggioranza Opposizione |
| Legislative 2006 | 193.232   | 1,96  | 3 / 150  | Opposizione             |
| Legislative 2010 | 654.167   | 6,95  | 10 / 150 | Opposizione             |
| Legislative 2012 | 757.091   | 8,03  | 12 / 150 | Opposizione             |
| Legislative 2017 | 1.285.819 | 12,23 | 19 / 150 | Maggioranza             |
| Legislative 2021 | 1.565.861 | 15,02 | 24 / 150 | Maggioranza             |
| Legislative 2023 | 635.444   | 6,23  | 9 / 150  | Opposizione             |

### Elezioni europee
| Elezione     | Voti    | %     | Seggi  |
| ------------ | ------- | ----- | ------ |
| Europee 1979 | 511.967 | 9,03  | 2 / 25 |
| Europee 1984 | 120.826 | 2,28  | 0 / 25 |
| Europee 1989 | 311.990 | 5,95  | 1 / 25 |
| Europee 1994 | 481.843 | 11,66 | 4 / 31 |
| Europee 1999 | 205.623 | 5,80  | 2 / 31 |
| Europee 2004 | 202.502 | 4,25  | 1 / 27 |
| Europee 2009 | 515.422 | 11,32 | 3 / 25 |
| Europee 2014 | 735.825 | 15,48 | 4 / 26 |
| Europee 2019 | 389.692 | 7,07  | 2 / 26 |